# فنسنت لاريسسا
فنسنت لاريسسا (بالإنجليزية: Vincent Laresca)‏ هو ممثل أمريكي، ولد في 21 يناير 1974 بنيويورك في الولايات المتحدة.

## أعمال

### أفلام
- (1995) موني ترين[2]
- (1996) روميو + جولييت[3][4][5]
- (1997) محامي الشيطان[6]
- (2000) قبل حلول المساء[7]
- (2002) الإمبراطورية
- (2003) جريمة قتل هوليوودية[8]
- (2004) الطيار[9]
- (2005) أسياد دوغتاون[10]
- (2005) المدرب كارتر[11]
- (2006)  قيادة طوكيو[12]
- (2007) بستاني جنة عدن
- (2008) ليكفيو تيراس[13]
- (2013) عداء عداء[14]

### مسلسلات
- 24
- ذا غود وايف
- ميامي
- عملاء شيلد
- ويدز

## وصلات خارجية
- فنسنت لاريسسا على موقع IMDb (الإنجليزية)
- فنسنت لاريسسا على موقع ألو سيني (الفرنسية)
- فنسنت لاريسسا على موقع أول موفي (الإنجليزية)
- فنسنت لاريسسا على موقع قاعدة بيانات الأفلام السويدية (السويدية)
- فنسنت لاريسسا على موقع قاعدة بيانات الفيلم (الإنجليزية)
- فنسنت لاريسسا على موقع كينوبويسك (الروسية)